# Liste der Gouverneure von Sinaloa
Liste der Gouverneure des mexikanischen Bundesstaates Sinaloa:
| Name                       | Zeitraum  | Geburtsdatum | Geburtsort        |
| -------------------------- | --------- | ------------ | ----------------- |
| Francisco Iriarte y Conde  | 1831–1834 | 06.09.1790   | Cosalá            |
| Plácido Vega y Dasa        | 1859–1862 | 05.10.1830   | El Fuerte         |
| Domingo Rubí               | 1865–1871 | 04.08.1824   | Concordia         |
| Eustaquio Buelna Pérez     | 1871–1875 | 19.09.1830   | Mocorito          |
| Francisco Cañedo           | 1877–1880 | 03.04.1845   | Culiacán          |
| Mariano Martínez de Castro | 1880–1884 | 15.05.1850   | Culiacán          |
| Francisco Cañedo           | 1884–1888 | 03.04.1845   | Culiacán          |
| Mariano Martínez de Castro | 1888–1892 | 15.05.1850   | Culiacán          |
| Francisco Cañedo           | 1892–1909 | 03.04.1845   | Culiacán          |
| Diego Redo Vega            | 1909–1911 | 08.06.1874   | Culiacán          |
| José Rentería              | 1911–1912 | 04.06.1835   | El Fuerte         |
| Felipe Riveros             | 1912–1916 | 05.02.1880   | Mocorito          |
| Ramón Fuente Iturbe        | 1916–1920 | 17.11.1889   | Mazatlán          |
| Ángel Flores               | 1920–1924 | 02.10.1883   | Culiacán          |
| Alejandro R. Vega          | 1925–1928 | 03.04.1879   | Choix             |
| Macario Gaxiola Urías      | 1929–1932 | 12.02.1889   | Angostura         |
| Manuel Páez                | 1933–1936 | 18.03.1896   | Culiacán          |
| Alfredo Delgado            | 1937–1940 | 25.12.1886   | El Fuerte         |
| Rodolfo Tostado Loaiza     | 1941–1944 | 27.06.1893   | San Ignacio       |
| Pablo Macías Valenzuela    | 1945–1950 | 15.11.1891   | El Fuerte         |
| Enrique Pérez Arce         | 1951–1953 | 18.01.1889   | El Rosario        |
| Rigoberto Aguilar Pico     | 1953–1956 | 01.06.1905   | Mazatlán          |
| Gabriel Leyva Velázquez    | 1957–1962 | 30.06.1896   | San Ignacio       |
| Leopoldo Sánchez Celis     | 1963–1968 | 14.02.1916   | Cosalá            |
| Alfredo Valdés Montoya     | 1969–1974 | 14.02.1920   | Ahome             |
| Alfonso Calderón Velarde   | 1975–1980 | 19.09.1913   | Ahome             |
| Antonio Toledo Corro       | 1981–1986 | 01.04.1919   | Escuinapa         |
| Francisco Labastida Ochoa  | 1987–1992 | 14.08.1942   | Ahome             |
| Renato Vega Alvarado       | 1993–1998 | 19.01.1937   | Culiacán          |
| Juan S. Millán             | 1998–2004 | 15.06.1943   | El Rosario        |
| Jesús Aguilar              | 2005–2010 | 24.02.1952   | Cosalá            |
| Mario López Valdez         | 2011–2016 | 18.01.1957   | Cubiri de la Loma |
| Quirino Ordaz Coppel       | 2017–2022 | 24.10.1962   | Mazatlán          |